# Бенсен, Игорь Васильевич
Игорь Васильевич Бенсен (англ. Igor Bensen; 1 апреля 1917, Ростов-на-Дону — 10 февраля 2000) — русско-американский инженер, разработчик автожиров, основатель компании Bensen Aircraft.

## Биография

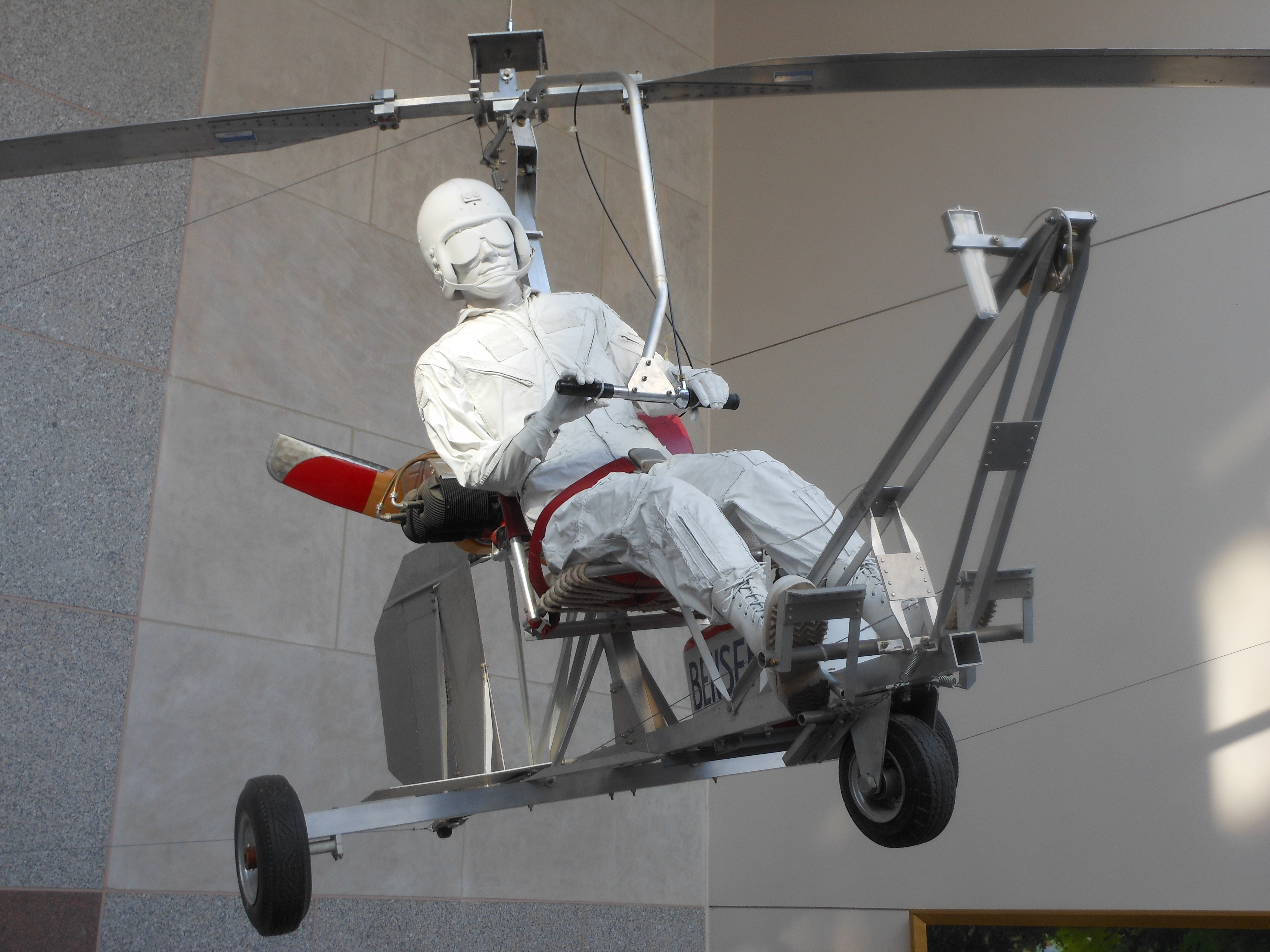
Фигура Бенсена и его винтового планера в музее.

Сын Василия Митрофановича и Александры Бензин. Отец его работал в сельскохозяйственном департаменте, был известен как селекционер. и был назначен по службе в 1917 году в Чехословакию. Вместе с семьёй Игорь покинул Россию во время гражданской войны и уехал в Прагу. В 1934 году начал учиться на инженера в Бельгии, получив степень бакалавра наук, тремя годами позднее получил стипендию на обучение и переехал в США, где продолжил обучение в Технологическом институте Стивенса в Хобокене, штат Нью-Джерси и закончил его с отличием в 1940 году.
Получил предложение работать с Сикорским, но из-за иностранного гражданства был вынужден отказаться. Работал в компании General Electric, пилотировал Kellet XR-3. Ещё в 1946 году строит свой первый гироглайдер, названный им B-1. Модель напоминала Focke-Achgelis Fa 330, который Бенсен смог исследовать во время работы в компании. В 1951—1953 годах работал в компании Kaman Aircraft. От первой модели до той, которая поступила позднее в продажу, было ещё несколько попыток создать полностью металлическую модель.

## Bensen Aircraft
Основал свою авиастроительную компанию Bensen Aircraft в 1953 году в городе Роли, Северная Каролина. строил автожиры и винтовые планеры собственных конструкций. Первой поступившей в производство в 1953 году моделью стал B-5, за ним в 1954 последовал B-6 «Gyro-Glider» — рамная конструкция из труб, с маленькими задними колёсами и носовым колесом. B-6 «Gyro-Glider» имел верхний рычаг управления и для взлёта его следовало разогнать при помощи автомобиля. B-6 имел более минималистичный дизайн по сравнению с предыдущей моделью, взлетал на скорости 31 км/ч и мог разгоняться до 100 км/ч. Производитель не рекомендовал отцеплять гироглайдер от автомобиля во время полёта.
Следующей моделью был также буксируемый планер B-7, за ним последовал B-7M — первый автожир с двигателем. Затем Бенсен обнаружил, что в конструкции с круглыми металлическими трубами возникают проблемы и стал работать над созданием модели из экструдированного профиля 2х2. Эти разработки легли в основу Bensen B-8, модели, которую энтузиасты самостоятельно воспроизводят и сегодня по оригинальным чертежам Бенсена. B-8M был наиболее успешным гироглайдером в истории компании, одна из моделей была создана для использования в сельском хозяйстве и опрыскивания полей. Дальнейшие разработки привели к созданию B-16 — двухместного гироглайдера с двумя двигателями и четырьмя лопастями.

### Модификации B-8[4]
| Название           | Характеристики |
| ------------------ | --- |
| B-8 Gyro-Glider    | первая модель в серии |
| B-8HD              | Super Gyro-Copter, для взлёта разбег был коротким и посадка осуществлялась вертикально.                                                          |
| B-8W Hydro-Glider  | Глайдер не имел мотора, предназначен для буксирования моторной лодкой, имел шасси с двумя поплавками. Моторизованная версия — B-MW Hydro-Copter. |
| B-8B Hydro-Boat    | Модификация B-8W Hydro-Glider с корпусом в виде лодки.                                                                                           |
| B-8M Gyro-Copter   | Версия первой модели, автожир с двигателем. |
| B-8MH Hover-Gyro   | С двумя соосными винтами, мог зависать, лететь назад и вбок.                                                                                     |
| B-8MJ Gyro-Copter  | Моторизованный гироглайдер с возможностью вертикального взлёта (за счёт раскрутки ротора).                                                       |
| B-8 Super Bug      | Имел два двигателя и меньший разбег перед взлётом.                                                                                               |
| B-9 Little Zipster | Вертолёт на базе B-8M, имел два соосных винта.                                                                                                   |
| B-10 Prop-Copter   | Летающая платформа для одного человека, с двумя малыми винтами.                                                                                  |
| Mid-Jet            | Вертолёт весом 45 кг, сверхлёгкий, с двумя воздушно-реактивными двигателями.                                                                     |

Модели продавались для самостоятельной сборки авиалюбителями, в наборах или монтажных схемах. Комплекты продавались по цене от 995 до 2900 долларов. В 1987 году компания разорилась и в 1989 году производство было прекращено.
Был президентом и основателем Национальной ассоциации популярных вертолётов — Popular Rotorcraft Association (PRA), созданной в 1962 году некоммерческой организации для владельцев и компаний по производству вертолётов и автожиров. Модель его гироглайдера (винтокрылый летательный аппарат), «Spirit of Kitty Hawk» находится в Смитсоновском институте. Он наиболее известен среди всех аппаратов Бенсена, поскольку именно на этой модели было установлено в 1967—1968 годах 12 мировых и национальных рекордов для гироглайдера, в том числе, рекорды скорости, высоты и расстояния.
Игорь Бенсен, как и его отец, был церковным деятелем и в 1968 году был рукоположён в сан дьякона Свято-Владимирской семинарией. В 1968 году в университете Индианы получил почётную степень доктора богословия.
Супругой Игоря Бенсена в 1942 году стала Мэри, его коллега по фирме General Electric. В 1955 и 1956 году у них родились сыновья Дэвид и Рикки.
Скончался в феврале 2000 года от болезни Паркинсона.
В память о Бенсене в США проходят Bensen Days — ежегодный смотр автожиров и аналогичной техники.